# 辽东湾新区
辽东湾新区原称辽滨沿海经济区，是盘锦市的一个国家级经济技术开发区，位于大洼区南部，辽河入海口西侧，东南与营口市隔河相望。新区规划控制面积400平方公里，规划面积306平方公里，管理荣兴、二界沟、荣滨3个街道和三角洲开发区。
辽滨沿海经济区始建于2005年12月，2010年10月被辽宁省政府确立为辽宁省综合改革试验区，2011年4月升级为省级经济开发区，2012年1月更名为辽东湾新区，2013年1月晋升为国家级经济技术开发区。